# Віслострада

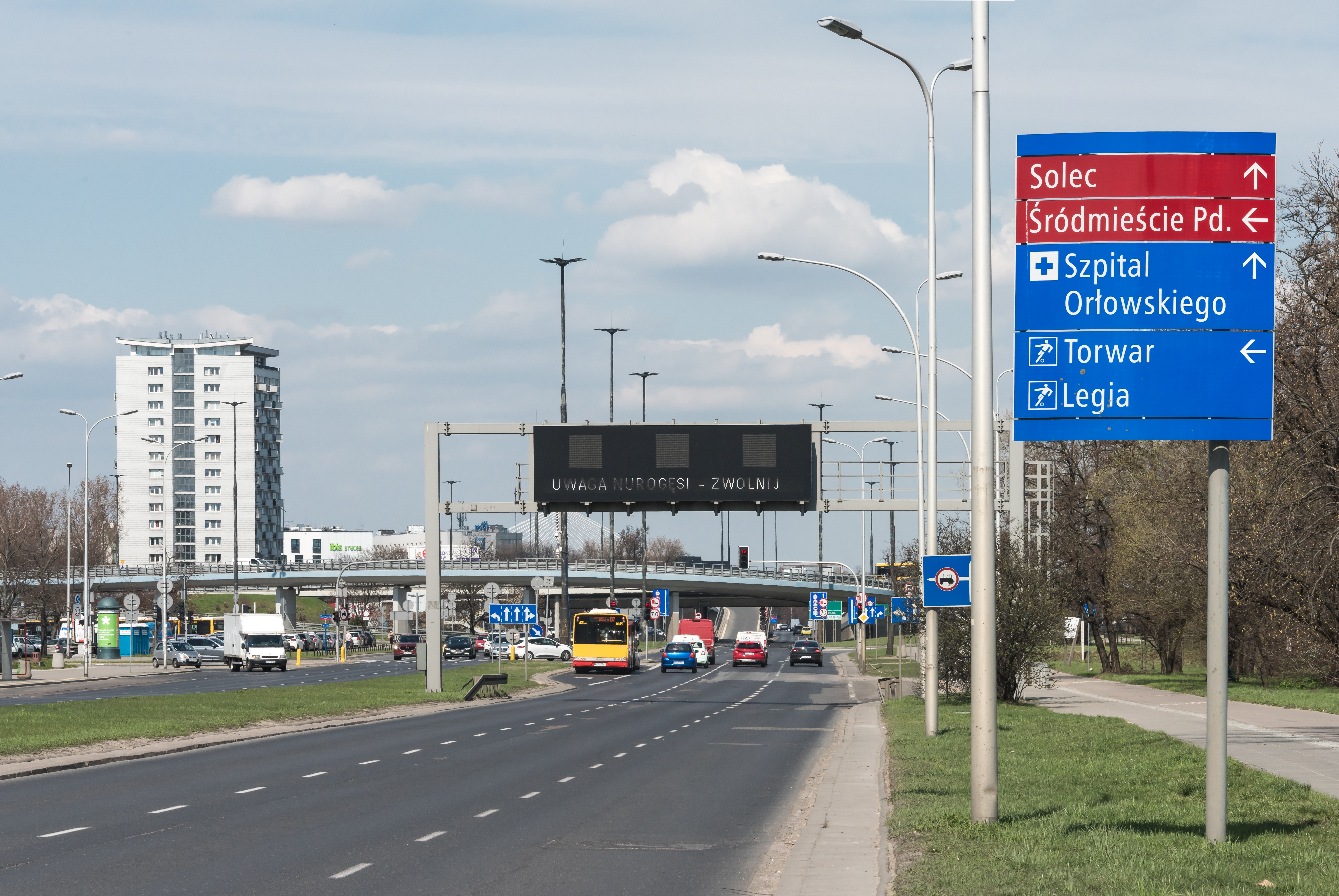
Віслострада (вулиця Солець) і перехрестя з вулицею Лазєнковською

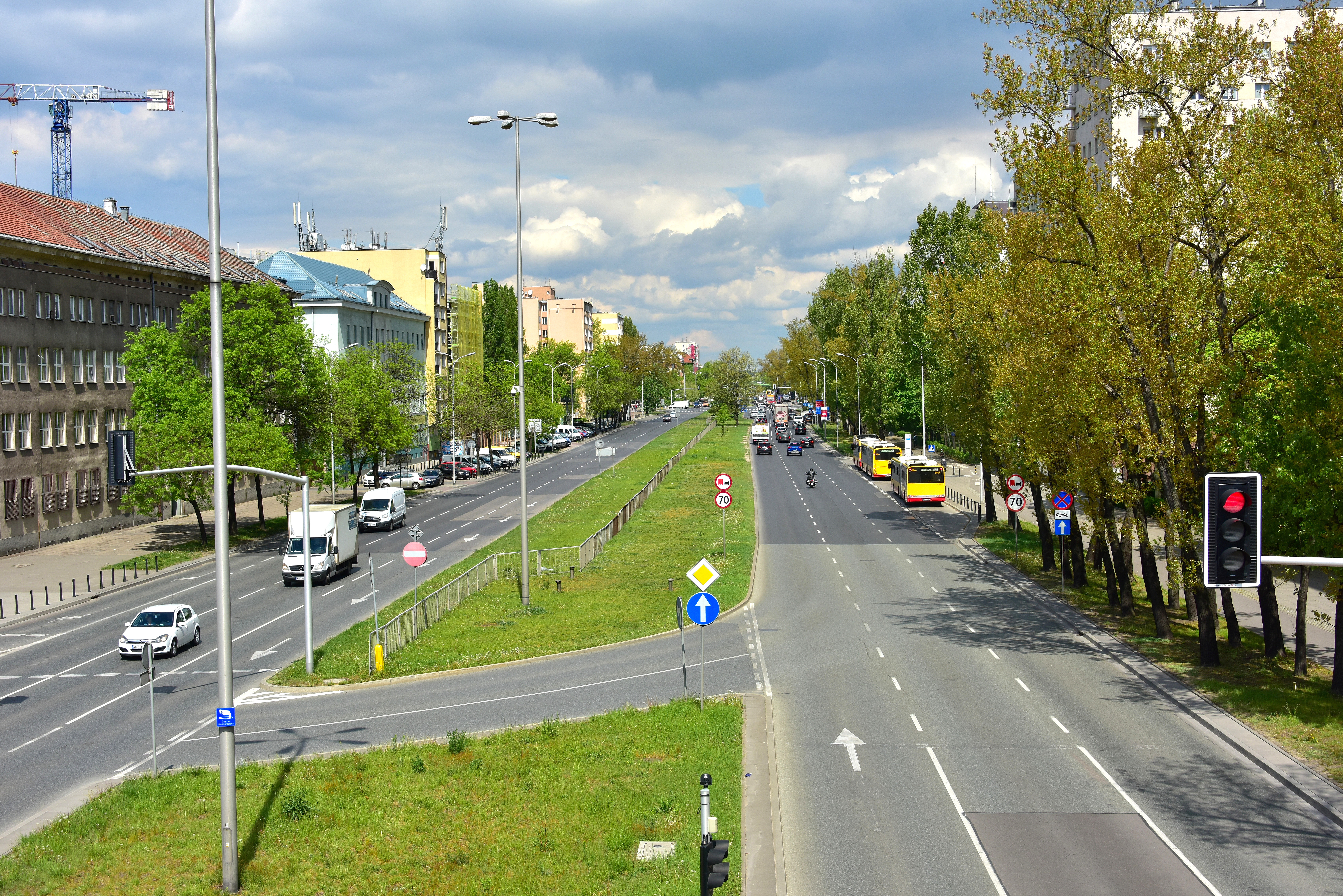
Wisłostrada (вулиця Черняковська) і перехрестя з вулицею Хелмською

Віслострада (пол. Wisłostrada) — швидкісна дорога вздовж лівого берега Вісли у Варшаві  .

## Опис
Рішення про будівництво дороги швидкого руху спільними зусиллями мешканців міста до святкування 30-річчя ПНР було прийнято в 1972 році на пленарних засіданнях столичного комітету Фронту національної єдності (пол. Stołeczny Komitet Frontu Jedności Narodu; SKFJN) . В будівництві брали участь тисячі жителів Варшави  та волонтерів з-поза столиці. Організатором громадської діяльності був SKFJN  .
Віслострада була прокладена вздовж лівого берега Вісли, що дозволило проїзд через місто, оминаючи його центр  та розвантаживши, зокрема, вулиці Пулавська, Маршалковська та Андерса  . Проєкт її північної та центральної частини (від вул. Пулкової до вул. Шволежерів разом із розв’язками та естакадами) розробило Міське будівельне проектне бюро «Stolica» . На ділянці біля Білянського лісу, з метою захисту навколишнього середовища Віслострада була прокладена естакадами довжиною близько 850 метрів  . Південна ділянка з вулицями Черняковська, Повсінська та Вертніча не потребувала великої перебудови .
У зв’язку з будівництвом маршруту в 1973 році трамвайні лінії на Вілянув і Млочіни були ліквідовані, хоча проєкт маршруту передбачав місце для трамвайних колій.
Віслостраду відкривали поетапно . Більшу частину маршруту (16 км)  було відкрито 19 липня 1974 року , а північну ділянку було завершено в грудні 1975 року . Загалом Віслострада має довжину приблизно 22 км  . Має дві або три смуги руху в кожну сторону . Траса перетинається за допомогою розв'язок з вулицями Пулковою, Гвяздзістою та Красінського , але також є багато перехресть зі світлофорами, зокрема: біля мосту Понятовського, під Сілезько-Домбровським мостом та вздовж вулиці Черняковської. Від розв'язки з Трасою Лазєнковською Віслострада починає віддалятися від берега Вісли .
Згідно з планами, маршрут мав створити умови для швидкого (до 90 км/год) проїзду містом . Вважається, що Віслострада фактично слугувала швидкісною дорогою до початку 1990-х років.
Віслострада пролягає біля всіх варшавських мостів (крім Сікерковського і Анни Ягеллонки (Південного), тому що там маршрут пролягає на відстані від Вісли). Під Свентокшиським мостом вона пролягає в одному з найдовших дорожніх тунелів у Польщі.
Вздовж Віслостради є велосипедні доріжки (не на всій її довжині), деякі з них ідуть прямо біля берега Вісли.
У 1990-х роках Віслострада повністю була частиною тодішньої національної дороги № 724 . Нині на ділянці від розв'язки з Трасою Сікерковською до межі міста є частиною воєводської дороги № 724. У свою чергу, від перехрестя з Трасою Армії Крайової до кордону з Ломянками, по ньому пролягає національна дорога № 7 та Європейська траса E77.

### Вулиці, що входять до Віслостради[5]
- Пулкова
- Узбережжя Гдині
- Узбережжя Гданська
- Узбережжя Косцюшковські
- Вьослярська
- Солець (південна частина)
- Черняковська
- Повсінська
- Вертніча
- Пшичулкова